# 黃任恆
黄任恒（1876-1953），為原籍广东南海的地方文献学家及乡土历史文献资深学者。黄任恒以辽为主，与“中国”(五代、宋)、西夏、高丽纪年相对照，著作《辽代年表》1卷。
關於黃任恆的籍貫，《 藝林叢錄》（ 第叄編）魯人認為是廣州番禺人
黄任恒早年于广州越华书院就读，以名儒丁仁长為師，喜歡藏书，不熱中科举，一生读书著述。对医学、文史、百戏、杂技等均有研究，黄任恒尤精研广东文献史料，例如《 番禺河南小志》. 因精通诗文，黄任恒與黄佛颐、黄祝蕖當時被称為广东“三黄”。